# Biocentrism
Biocentrism (av grekiskans βίος bios, "liv" och κέντρον kentron, "center") är en, från en politisk och ekologisk syvinkel, etisk världsåskådning som vidareutvecklar uttrycket "inneboende värde" till att omfatta alla levande varelser.
Begreppet står i stark kontrast till antropocentrism som enbart fokuserar på människors inneboende värde. Ett närbesläktat begrepp är zoocentrism, som avgränsar det inneboende värdet till enbart djurriket.